# منتخب المغرب لكرة القدم للمحليين
المنتخب المغرب لكرة القدم للاعبين المحليين هو ممثل المغرب الرسمي في المحافل القارية الخاصة بلاعبي البطولات المحلية، حيث يضم المنتخب المغربي مجموعة من أجود اللاعبين الممارسين بالبطولة المغربية.

## البداية
شهدت سنة 2008 تأسيس أول منتخب مغربي للمحليين الذي خاض غمار تصفيات كأس إفريقيا للمحليين التي كانت مقررة إقامتها في الكوت ديفوار سنة 2009 ، لعب أول مباراة في التصفيات ضد الجزائر يوم 3 مايو 2008 انتهى اللقاء بالتعادل 1-1 ، في ختام التصفيات وبعد أن كان المنتخب قريباً من التأهل إلى أول شان أقصي على حساب ليبيا بعد أن فاز عليها ذهاباً 3-1 وانهزم إيابا 3-0.

## أهم المحطات
عودة هذا المنتخب سنة 2010 كانت بدماء جديدة للمنافسة في تصفيات شان 2011 لكن الأداء كان مخيب للآمال وفشل المنتخب مرة أخرى في بلوغ الشان في نسخته الثانية، سنة 2012 ستشهد تكوين منتخب محلي قوي تحت قيادة المدرب البلجيكي إيريك غيريتس الذي قاده إلى تحقيق لقب كأس العرب التي أقيمت في السعودية بعد أداء رائع وحصص عريضة كالفوز على اليمن 4-0 والبحرين بنفس النتيجة.
بعد فشله في بلوغ كأس إفريقيا للاعبين المحليين تمكن أخيراً هذا المنتخب تحت قيادة رشيد الطاوسي من تحقيق التأهل إلى شان جنوب إفريقيا 2014 بعد مباراة فاصلة أمام تونس حيث هزمها في عقر دارها بـ 1-0 ثم تعادل معها 0-0 في طنجة ليحضر في النسخة الثالثة.

### رواندا 2016
بعد الخروج المخيب من دورة جنوب إفريقيا 2014 تقرر تعيين الإطار الوطني محمد فاخر كمدرب للمنتخب المحلي، والرهان هو المنافسة على بطاقة التأهل إلى النسخة الرابعة من كأس أمم أفريقيا للاعبين المحليين برواندا 2016.
أول اختبار كان مواجهة المنتخب التونسي بالدار البيضاء في 15 يونيو 2015 وانتهى اللقاء بالتعادل الإيجابي 1-1 وهي النتيجة التي لم تكن مطمئنة على اعتبار المجموعة الصعبة التي تضم إلى جانب المغرب وتونس المنتخب الليبي بطل النسخة السابقة.
القاء الثاني كان ضد ليبيا دائماً بالدار البيضاء في 22 يونيو 2015 وانتهى اللقاء بفوز كاسح قوامه 3-0 أعاد الثقة للعناصر والجماهير المغربية.
اللقاء الثالث وقبل الأخير كان بتونس حيث جدد المنتخب المغربي فوزه على المنتخب الليبي برباعية بيضاء ضمنت له التأهل للمرة الثانية على التوالي لكأس أمم إفريقيا للاعبين المحليين.
بينما كان اللقاء الأخير بتونس ضد نسور قرطاج لقاء لحسم الصدارة بين منتخبين ضمنا التأهل سلفاً ورغم ذلك حقق المنتخب المغربي فوزا ثمينا بـ3-2 ضمن به صدارة المجموعة برصيد 10 نقاط متبوعاً بتونس بـ4 نقاط ثم ليبيا بـ3نقاط.

### المغرب 2018
عينت الجامعة الملكية المغربية لكرة القدم المدرب جمال السلامي لتهيئ المنتخب المحلي لتصفيات كأس أمم إفريقيا للاعبين المحليين 2018 وأسفرت القرعة عن مواجهة المنتخب المصري في مباراة حسم التأهل، جرت مقابلة الذهاب في ملعب الإسكندرية بتاريخ 13 أغسطس 2017 وانتهت بالتعادل الإيجابي 1-1 مع الإشارة إلى تضييع عبد الإله الحافيظي لاعب المنتخب المغربي لضربة جزاء كانت كفيلة بمنح الأسود الفوز من قلب مصر، مباراة الإياب جرت بملعب مولاي عبد الله بمدينة الرباط يوم 19 أغسطس وانتهت بفوز المنتخب المغربي أداءاً ونتيجة بـ3-1 ليتأهل المنتخب المغربي المحلي لكأس أمم إفريقيا للمرة الثالثة في تاريخه، على أمل البصم على مشاركة جيدة بعد المشاركتين السابقتين اللتان لم تكونا على مستوى الانتظارات والتوقعات.
فاز المنتخب المغربي المحلي على نظيره الموريتاني برباعية نظيفة، في افتتاح الدورة الخامسة لبطولة كأس أفريقيا للاعبين المحليين المقامة في المغرب
 والتي افتتحها ولي العهد مولاي الحسن، اليوم السبت على أرضية ملعب محمد الخامس في الدار البيضاء.
وفي يوم 31 يناير 2018 في مباراة أمام المنتخب الليبي فاز المغرب بنتيجة 3-1 حيث سجل اللاعب أيوب الكعبي هدفين واللاعب وليد الكرتي هدف، وبالتالي تأهل المنتخب المغربي إلى نهائي بطولة أمم أفريقيا للمحليين للمرة الأولى في تاريخه.
في يوم 4 فبراير 2018 جرت المبارة النهائية لبطولة أمم إفريقيا للمحليين 2018 على ملعب محمد الخامس بالدار البيضاء بين المنتخب المغربي ومنتخب نيجيريا حاول كل من الفريقين في الشوط الأول للمبارة تسجيل الهدف الأول وأتى ذلك لصالح المنتخب المغربي في الدقيقة 45 حيث قام المنتخب المغربي بهجمة أتى من خلالها الهدف الأول في المبارة عن طريق اللاعب زكرياء حدراف.
وفي الشوط الثاني للمبارة، في الدقيقة 60 يضيف اللاعب وليد الكرتي الهدف الثاني لصالح المنتخب المغربي وبعده بأقل من 4 دقائق يأتي اللاعب زكرياء حدراف من جديد ليضيف الهدف الثالث أما هداف البطولة أيوب الكعبي فكان الحظ ضده في محاولتين حيث العارضة تنوب عن الحارس وفي الدقيقة 71 يضيف اللاعب أيوب الكعبي هدفه التاسع في البطولة والهدف الرابع للمنتخب المغربي في هذه المباراة وبذلك يتوج المنتخب المغربي بطلا لهذه النسخة من بطولة أمم أفريقيا للمحليين.

### لائحة المنتخب المغربي المستدعاة للشان 2018
المدرب: جمال السلامي

| الرقم | المركز | اللاعب             | تاريخ الميلاد (العمر)     | لعب | سجل | النادي              |
| ----- | ------ | ------------------ | ------------------------- | --- | --- | ------------------- |
| 1     | حارس   | أنس الزنيتي        | 28 أغسطس 1988 (العمر 29)  | 4   | 0   | نادي الرجاء الرياضي |
| 12    | حارس   | عبد العالي المحمدي | 29 نوفمبر 1991 (العمر 26) | 0   | 0   | RSB                 |
| 22    | حارس   | أحمد رضى التكناوتي | 5 أبريل 1996 (العمر 21)   | 1   | 0   | نادي اتحاد طنجة     |
|       |        |                    |                           |     |     |                     |
| 3     | دفاع   | حمزة السمومي       | 2 نوفمبر 1992 (العمر 25)  | 0   | 0   | FUS                 |
| 4     | دفاع   | نايف أكرد          | 30 مارس 1996 (العمر 21)   | 1   | 0   | FUS                 |
| 5     | دفاع   | جواد الياميق       | 29 فبراير 1992 (العمر 25) | 2   | 0   | نادي الرجاء الرياضي |
| 13    | دفاع   | بدر بانون          | 30 سبتمبر 1993 (العمر 24) | 1   | 0   | نادي الرجاء الرياضي |
| 15    | دفاع   | مروان هدهودي       | 13 فبراير 1992 (العمر 25) | 0   | 0   | DHJ                 |
| 16    | دفاع   | محمد الناهيري      | 22 أكتوبر 1991 (العمر 26) | 4   | 0   | نادي الوداد الرياضي |
| 20    | دفاع   | عبد الجليل جبيرة   | 1 سبتمبر 1990 (العمر 27)  | 1   | 0   | نادي الرجاء الرياضي |
| 21    | دفاع   | زكرياء الهاشمي     | 4 أغسطس 1987 (العمر 30)   | 4   | 0   | نادي الوداد الرياضي |
|       |        |                    |                           |     |     |                     |
| 2     | وسط    | يحيى جبران         | 18 يونيو 1991 (العمر 26)  | 0   | 0   | HUSA                |
| 6     | وسط    | بدر بولهرود        | 21 أبريل 1993 (العمر 24)  | 1   | 0   | FUS                 |
| 7     | وسط    | زكرياء حدراف       | 12 مارس 1990 (العمر 27)   | 2   | 0   | نادي الرجاء الرياضي |
| 8     | وسط    | صلاح الدين السعيدي | 6 فبراير 1987 (العمر 30)  | 9   | 0   | نادي الوداد الرياضي |
| 19    | وسط    | المهدي برحمة       | 7 ديسمبر 1992 (العمر 25)  | 0   | 0   | نادي الجيش الملكي   |
| 23    | وسط    | أيوب ناناح         | 12 نوفمبر 1992 (العمر 25) | 0   | 0   | DHJ                 |
|       |        |                    |                           |     |     |                     |
| 9     | هجوم   | أيوب الكعبي        | 25 يونيو 1993 (العمر 24)  | 7   | 8   | RSB                 |
| 10    | هجوم   | وليد الكرتي        | 23 يوليو 1994 (العمر 23)  | 1   | 0   | نادي الوداد الرياضي |
| 11    | هجوم   | إسماعيل الحداد     | 3 أغسطس 1990 (العمر 27)   | 4   | 1   | نادي الوداد الرياضي |
| 14    | هجوم   | أحمد حمودان        | 12 يوليو 1991 (العمر 26)  | 0   | 0   | نادي اتحاد طنجة     |
| 17    | هجوم   | أشرف بنشرقي        | 24 سبتمبر 1994 (العمر 23) | 2   | 1   | نادي الوداد الرياضي |
| 18    | هجوم   | عبد الإله الحافيظي | 30 يناير 1992 (العمر 25)  | 3   | 1   | نادي الرجاء الرياضي |

## المدربون
- 2010-2008 : عبد الله بليندة
- 2011-2010 : مصطفى الحداوي
- 2012-2011 : إيريك غيريتس
- 2013-2012 : رشيد الطاوسي
- 2014-2013 : حسن بنعبيشة
- 2016-2014 : محمد فاخر
- 2018-2016 : جمال السلامي
- 2018- : الحسين عموتة

## سجل المشاركة في كأس أفريقيا للمحليين
| سجل بطولة أفريقيا للمحليين | سجل بطولة أفريقيا للمحليين | سجل بطولة أفريقيا للمحليين | سجل بطولة أفريقيا للمحليين | سجل بطولة أفريقيا للمحليين | سجل بطولة أفريقيا للمحليين | سجل بطولة أفريقيا للمحليين | سجل بطولة أفريقيا للمحليين | سجل بطولة أفريقيا للمحليين |     | سجل تصفيات بطولة أفريقيا للمحليين | سجل تصفيات بطولة أفريقيا للمحليين | سجل تصفيات بطولة أفريقيا للمحليين | سجل تصفيات بطولة أفريقيا للمحليين | سجل تصفيات بطولة أفريقيا للمحليين | سجل تصفيات بطولة أفريقيا للمحليين |
| السنة                      | الدور                      | المرتبة                    | لعب                        | فوز                        | تعادل                      | هزيمة                      | له                         | عليه                       | لعب | فوز                               | تعادل                             | هزيمة                             | له                                | عليه                              |                                   |
| -------------------------- | -------------------------- | -------------------------- | -------------------------- | -------------------------- | -------------------------- | -------------------------- | -------------------------- | -------------------------- | --- | --------------------------------- | --------------------------------- | --------------------------------- | --------------------------------- | --------------------------------- | --------------------------------- |
| 2009                       | لم يتأهل                   | لم يتأهل                   | لم يتأهل                   | لم يتأهل                   | لم يتأهل                   | لم يتأهل                   | لم يتأهل                   | لم يتأهل                   | 4   | 1                                 | 2                                 | 1                                 | 5                                 | 6                                 |                                   |
| 2011                       | لم يتأهل                   | لم يتأهل                   | لم يتأهل                   | لم يتأهل                   | لم يتأهل                   | لم يتأهل                   | لم يتأهل                   | لم يتأهل                   | 2   | 0                                 | 2                                 | 0                                 | 3                                 | 3                                 |                                   |
| 2014                       | ربع النهائي                | المرتبة ال 8               | 4                          | 1                          | 2                          | 1                          | 7                          | 6                          | 2   | 1                                 | 1                                 | 0                                 | 1                                 | 0                                 |                                   |
| 2016                       | دور المجموعات              | المرتبة ال 10              | 3                          | 1                          | 1                          | 1                          | 4                          | 2                          | 4   | 3                                 | 1                                 | 0                                 | 11                                | 3                                 |                                   |
| 2018                       | البطل                      | المرتبة الأولى             | 6                          | 5                          | 1                          | 0                          | 16                         | 2                          | 2   | 1                                 | 1                                 | 0                                 | 4                                 | 2                                 |                                   |
| 2020                       | البطل                      | المرتبة الأولى             |                            |                            |                            |                            |                            |                            |     |                                   |                                   |                                   |                                   |                                   |                                   |
| المجموع                    | ربع النهائي                | 2/4                        | 7                          | 2                          | 3                          | 2                          | 11                         | 8                          | 12  | 5                                 | 6                                 | 1                                 | 20                                | 12                                |                                   |

### المجموعة 1
| م | الفريق     | لعب | ف | ت | خ | أ.له | أ.ع | أ.ف | نقاط | التأهل                        |
| - | ---------- | --- | - | - | - | ---- | --- | --- | ---- | ----------------------------- |
| 1 | المغرب (H) | 3   | 2 | 1 | 0 | 7    | 1   | +6  | 7    | التقدم إلى مرحلة خروج المغلوب |
| 2 | السودان    | 3   | 2 | 1 | 0 | 3    | 1   | +2  | 7    | التقدم إلى مرحلة خروج المغلوب |
| 3 | غينيا      | 3   | 1 | 0 | 2 | 3    | 5   | −2  | 3    |                               |
| 4 | موريتانيا  | 3   | 0 | 0 | 3 | 0    | 6   | −6  | 0    |                               |

| المغرب                                        | 4–0   | موريتانيا |
| --------------------------------------------- | ----- | --------- |
| - الكعبي 66'، 80' - الحداد 72' - بنشرقي 3+90' | تقرير |           |

| غينيا        | 1–2   | السودان                 |
| ------------ | ----- | ----------------------- |
| - كامارا 55' | تقرير | - سليمان 20' - تيري 75' |

| المغرب                 | 3–1   | غينيا        |
| ---------------------- | ----- | ------------ |
| - الكعبي 27'، 64'، 68' | تقرير | - بيسيري 28' |

| السودان    | 1–0   | موريتانيا |
| ---------- | ----- | --------- |
| - محمد 30' | تقرير |           |

| السودان | 0–0   | المغرب |
| ------- | ----- | ------ |
|         | تقرير |        |

| موريتانيا | 0–1   | غينيا        |
| --------- | ----- | ------------ |
|           | تقرير | - سانخون 15' |

### ربع النهائي
| المغرب                     | 2–0   | ناميبيا |
| -------------------------- | ----- | ------- |
| - الكعبي 36' - السعيدي 54' | تقرير |         |

### نصف النهائي
| المغرب                                 | 3–1 (ب.و.إ.) | ليبيا     |
| -------------------------------------- | ------------ | --------- |
| - الكعبي 74'، 102' الكرتي 117' (ركلة.) | تقرير        | خليفة 86' |

### النهائي
| المغرب                                     | 4–0   | نيجيريا |
| ------------------------------------------ | ----- | ------- |
| - حدراف 45'، 64' - الكرتي 61' - الكعبي 71' | تقرير |         |

## الألقاب والجوائز

### بطولة أمم أفريقيا للمحليين
- 2018 :  البطولة
- 2020 :  البطولة

### كأس العرب
- 2012 :  البطولة

### الجوائز

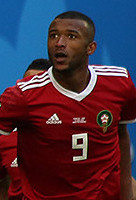
أيوب الكعبي أفضل لاعب و هداف بطولة أمم أفريقيا للمحليين 2018.

#### جائزة أفضل لاعبين في البطولات الدولية
- جائزة أفضل لاعب في بطولة أمم أفريقيا للمحليين

2018: أيوب الكعبي
2020: سفيان رحيمي
- جائزة هداف بطولة بطولة أمم أفريقيا للمحليين

2018: أيوب الكعبي (9 أهداف)
2020: سفيان رحيمي (6 أهداف)
- جائزة أفضل حارس في بطولة أمم أفريقيا للمحليين

2020: أنس الزنيتي

#### جائزة أفضل لاعبين في البطولات العربية
- جائزة أفضل لاعب في كأس العرب

2012: ياسين الصالحي
- جائزة هداف بطولة كأس العرب

2012: ياسين الصالحي (6 أهداف)